# Фізико-механічні властивості вугілля
Фізико-механічні властивості вугілля

## Перелік основних фізико-механічних властивостей вугілля
- а) пружність — здатність відновлювати свої первинні розміри після зняття навантаження;
- б) пластичність — здатність зберігати деформацію аж до межі текучості після зняття навантаження;
- в) твердість — здатність чинити опір пружним і пластичним деформаціям при місцевій силовій дії на поверхню тіла;
- г) міцність — здатність чинити опір руйнуванню під дією напружень;
- д) крихкість — здатність руйнуватися без помітного поглинання енергії;
- е) дробимість і подрібнюваність — властивості, що визначаються сукупністю твердості, в'язкості і тріщинуватості;
- ж) тривкість — умовне поняття, яке символізує сукупність механічних властивостей і виявляється в різних технологічних процесах при видобутку і переробці вугілля.

## Докладний опис
Є невелика кількість робіт по визначенню пружних властивостей вугілля, однак результати, отримані різними дослідниками при застосуванні статичних і динамічних методів, суттєво відрізняються. Наприклад, значення модуля Юнга, отримані статичним методом, менші на порядок, ніж значення, отримані динамічним методом.
Відношення констант пружності для гомогенної пружної речовини, визначених статичним і динамічним методами, за законами термодинаміки повинне дорівнювати відношенню теплоємності при постійних тиску і об'ємі, а оскільки для твердих тіл воно приблизно дорівнює одиниці, то обидва методи повинні давати ідентичні результати. Різниця в значеннях констант пружності в цьому випадку може бути пояснена наявністю капілярних тріщин, які є в зразку вугілля, і завдяки яким вугілля має більшу деформаційну здатність, ніж слід би чекати за його істинною константою пружності, так що статична константа буде занижена. Для виключення помилок при вимірюваннях рекомендується провести їх при великих частотах і отриману при цьому динамічну константу приймати за істинну або визначати модуль пружності одних і тих же зразків різними методами.
Потрібно зазначити, що у всіх випадках спостерігається єдина закономірність зміни пружних властивостей в ряду вуглефікації. У молодого вугілля вона росте, досягаючи максимуму у неспікливого кам'яного вугілля, потім різко падає на стадії коксівного вугілля, і знов різко зростає у вугілля із вмістом вуглецю понад 90%. Такий характер зміни пружних властивостей в ряді вуглефікації свідчить про наявність декількох етапів в зміні структури і надмолекулярної організації вугілля. Детально взаємозв'язок між пружністю, структурою і надмолекулярною організацією вугілля буде розглянуто нижче.
Зміна пластичності вугілля в ряді вуглефікації зворотно пропорціональна зміні пружності. Крихкі речовини, до яких можна віднести вугілля, схильні до пластичної деформації без руйнування при великому ізотропному тиску і анізотропних напруженнях.
Існує велика кількість методів і показників, що характеризують твердість вугілля, його опір деформаціям. Найбільший інтерес представляє вимірювання мікротвердості визначенням твердості малих поверхонь, що дуже важливо при дослідженні неоднорідного вугілля. Визначаючи мікротвердість методом вдавлювання, можна також отримати пластичні відбитки, уникаючи їх розтріскування. Для вимірювання мікротвердості рекомендований метод за ГОСТ 21206-75.
Результати досліджень за цим методом показали, що крихка речовина вітрену твердіша, ніж крихкий і більш неоднорідний дюрен. Буре вугілля має найменшу мікротвердість, яка росте по мірі вуглефікації від 60 МПа у підмосковного вугілля до 166 МПа у блискучого челябінського вугілля. Серед кам'яного вугілля найменшу мікротвердість має довгополуменеве вугілля (140–180 МПа), у газового вугілля вона помітно росте. Мікротвердість вугілля марок Ж, К, ПС приблизно однакова, а при переході до пісного вугілля і антрацитів вона різко підвищується, складаючи в середньому у перевірених зразків антрацитів 900 МПа.

Мікротвердість вітриніту в ряду від бурого вугілля до антрацитів зростає в 5 разів, причому найбільше вона росте на стадії пісне вугілля-антрацит.
У мікрокомпонентів групи інертиніту мікротвердість в ряду вуглефікації змінюється менше, але на одній стадії вуглефікації може змінюватися в межах від 300 до 800 МПа. Компоненти групи екзиніту мають невелику мікротвердість, яка коливається від 130 до 240 МПа.
На кривій зміни мікротвердості в ряду вуглефікації є максимум при вмісті вуглецю 84% і мінімум при вмісті вуглецю 90%, тобто вони відповідають аналогічним перегинам на кривій зміни констант пружності. Антрацити із вмістом вуглецю близько 93% володіють властивостями ідеальних пластиків.
Для підвищення точності і надійності при визначенні мікротвердості застосовується метод склерометрії вивчення ширини смуги деформації при дряпанні поверхні індентором, що переміщається. Переваги цього методу полягають у підвищенні точності і надійності при вимірюванні лінійних розмірів деформованої зони, а також можливість використання індентора з ромбічною основою як для вивчення мікротвердості, так і її анізотропії.
Міцність з практичної точки зору є найважливішою фізико-механічною властивістю вугілля, так як вона характеризує руйнування при добуванні, транспортуванні, дробимість при технологічному подрібненні і пилеутворюючу здатність. Міцність визначається різними методами за результатами випробування вугілля в різних пристроях для дроблення (подрібнення). За рубежем найбільш відомі «випробування на здатність до подріблення кульовим млином» і метод Хардгрове, які прийняті як стандартні. У цих методах застосовується млин для тонкого подрібнення з регульованою швидкістю обертання. Міцність мінімальна при вмісті вуглецю 89-90%. Як вказувалося вище в цій же області вугілля має мінімальне значення мікротвердості.
При вивченні вугілля Донбасу встановлено, що міцність, визначена за методом копра, змінюється з мінімумом в зоні коксівного вугілля. При переході від вугілля, що спікається, до пісного і антрацитів міцність зростає майже в 13 разів. Коливання міцності ізометаморфного вугілля значні, що пояснюється впливом генетичних чинників. Так, у пісного вугілля і антрацитів велика механічна міцність відповідає маловідновленому вугіллю.
Дослідження міцності окремих петрографічних інгредієнтів показало, що найміцнішим є напівматове щільне вугілля дюренового типу. Менша міцність напівматового зернистого вугілля пов'язана з менш однорідною будовою. Значно менш міцним виявилося блискуче вугілля, складене вітреном і клареном, що пояснюється крихкістю його блискучих інгредієнтів.
При визначенні опору розтисканню встановлено, що міцнішим є матове дюренове вугілля. Фюзен має найбільшу крихкість, кларен і вітрен займають проміжне положення.
Крихкість визначається здатністю твердих тіл руйнуватися при статичному навантаженні без помітної залишкової деформації (не більше 5%). Мікрокрихкість вугілля визначається за величиною глибини занурення індикатора в зразок вугілля, при якій не наступає крихке руйнування. Для антрацитів показник мікрокрихкості змінюється від 0,5 до 1,05 мкм −1.
Таким чином, зміна механічних властивостей вугілля в ряді вуглефікації пов'язана з їх структурними особливостями і надмолекулярною організацією і може отримати наукове обґрунтування при зіставленні з параметрами молекулярної структури і будови на різних рівнях.